# أنيبيل كاراتشي
أنيبيل كاراتشي (بالإيطالية: Annibale Carracci) وهو رسام باروكي إيطالي ولد في يوم 3 نوفمبر 1560 في مدينة بولونية في إيطاليا، من أشهر لوحاته هي لوحة Quo vadis?، توفي في يوم 15 يوليو 1609 في روما.

## روابط خارجية
- أنيبيل كاراتشي على موقع الموسوعة البريطانية (الإنجليزية)
- أنيبيل كاراتشي على موقع ميوزك برينز (الإنجليزية)
- أنيبيل كاراتشي على موقع ديسكوغز (الإنجليزية)